# Грб Лакташа
Грб Лакташа је званични грб српске општине Лакташи. Слична верзија грба се користила и раније, али последња измјена на истом је усвојена 8. јула 2005. године.
Симбол општине је доста једноставан и има облик средњовјековног штита са садржајним хералдистичким симболима.

## Опис грба
Грб општине Лакташи је представљен црвеним пољем које је оивичено плавом траком. У горњој половини грба је круг плаве боје са крстом и четири оцила између
кракова крста златне боје, који је оивичен са два класа пшенице, симболом пољопривредног богатства.
У доњој половини грба је водоскок плаве боје, симбол здравствено-рекреативног туризма.
У средњем дијелу грба је бијела трака са натписом „ЛАКТАШИ“, који је плаве боје.